# Toni Bertorelli
Toni Bertorelli (Barge, 9 de setembro de 1949 – Roma, 26 de maio de 2017) foi um ator italiano de cinema e televisão. Era conhecido também pelos pseudónimos Antonio Bertorelli, Tonino Bertorelli e Tony Bertorelli.
Morreu em 26 de maio de 2017, aos 67 anos.

## Filmografia
- La Trastola (1982)
- Il giovane Mussolini (1992) (Telenovela)
- Morte di un matematico napoletano (1994)
- Pasolini, un delitto italiano (1995)
- Cous Cous (1995)
- La tenda nera (1995) (telenovela)
- Il principe di Homburg (1996)
- Trenta righe per un delitto (1997) (telenovela)
- Una sola debole voce (1997) (telenovela)
- Le mani forti (1997)
- Elvis e Marylin (1997)
- L'estate di Davide (1997)
- Onorevoli detenuti (1997)
- Besame mucho (1998)
- La strada segreta (1998) (telenovela)
- La regina degli scacchi (1999)
- Il partigiano Johnny (1999)
- Zora la vampira (2000)
- La lingua del Santo (2000)
- Le parole di mio padre (2000)
- Territori d'ombra (2000)
- La stanza del figlio (2000)
- Luce dei miei occhi (2001)
- L'ora di religione (2001)
- Il giovane Casanova (2001) (telenovela)
- La guerra è finita (2001) (telenovela)
- Francesco (2002) (miniserie)
- Renzo e Lucia (2002) (telenovela)
- Sospetti (2002) (Telenovela)
- Alla fine della notte (2002)
- Pontomo (2002) di Giovanni Fago
- Ora o mai più (2003) di Lucio Pellegrini
- The Passion of the Christ (2004)
- I bambini di Nonantola (2003) (telenovela)
- L'eretico (2004) di Pietro Maria Benfatti
- A luci spente (2004) di Maurizio Ponzi
- La passione di Giosuè l'ebreo (2005)
- Romanzo criminale (2005)
- Virginia - La monaca di Monza (2004) (telenovela)
- Alcide de Gasperi (2004) (telenovela)
- La moglie cinese (2005) (telenovela)
- La guerra sulle montagne (2005) (Telenovela)
- Guerra e Pace (2006) (telenovela)
- Il caimano (2006)
- Il sole nero (2006)
- Seta (2006)
- L'amor cortese (2007)
- Io ti assolvo (2007) (telenovela)
- Pinocchio (2008) (telenovela)
- Quo vadis, baby? (2008) (telenovela)
- So che ritornerai (2008) (telenovela)
- Romy (2008) (telenovela)
- L'ultima trincea (2009) (telenovela)
- C'era una volta la città dei matti (2009) (telenovela)
- Rossella (2011) (telenovela)